# Ottilia Kaurin
Ottilia Kaurin (Christiania, 9 mei 1868 – aldaar, 5 april 1925) was een Noors zangeres. 
Ottilia Hansson werd als eerste dochter van zeven kinderen geboren binnen het gezin van advocaat bij het Hooggerechtshof Michael Schelderup Hansson en Cathrine Julie Caroline Lasson. In 1888 huwde ze theoloog en muziekliefhebber Christian Keyser Kaurin (1857-1936) en kreeg een zestal kinderen.
Kaurin trad op met andere bekende Noorse musici, maar zou geen grote doorbraak kennen.
Enkele concerten:
- april 1896: tournee door Noorwegen met pianiste Lizzie Winge, Kaurin was toen nog studente;
- 26 september 1896: samen met pianiste Dagmar Walle-Hansen, ze zong liederen van Johan Selmer;
- 25 februari 1899: samen met pianist Martin Knutzen;
- 18 april 1901: samen met pianiste Hildur Andersen;
- 28 maart 1916: samen met Borghild Langaard en Johan Backer Lunde.